# Марольд, Людек
Людек Алоис Марольд (7 августа 1865, Прага — 1 декабря 1898, Прага) — чешский живописец, иллюстратор, художник-панорамист, автор панорамы Битва у Липан.
Действительный член Чешской академии наук и искусств (1895).

## Биография
Незаконнорожденный. Был записан на фамилию матери. В 7-летнем возрасте остался сиротой. В 1881 году поступил в Пражскую Академию изящных искусств, однако, проучившись год, был исключен.
Вновь поступил в Академию художеств в Мюнхене, где учился под руководством Людвига фон Лёффца и Николаоса Гизиса. В Мюнхене опеку над ним взяли чешские художники во главе с Альфонсом Мухой, которые помогли Л. Марольду найти работу иллюстратора в немецких и чешских журналах (Světozor). Вскоре к Марольду пришёл первый профессиональный успех и первые гонорары. В эти годы начал страдать от острой ревматической лихорадки, которая с годами стала прогрессировать.
В 1887 году вернулся в Пражскую академию и учился у Максимиллиана Пирнера, работал в его мастерской, вступил в художественный союз SVU Mánes, действовавший под руководством Миколаша Алеша. Много работал, участвовал в создании Союза деятелей изобразительных искусств и оформлении художественных изданий, выпускавшихся Союзом.
В 1889 году перешёл в художественно-промышленную школу в Праге, получил государственную стипендию для обучения в Париже. В Париже прожил до 1897 года, прошёл стажировку в мастерской Пьера Виктора Галланда. Работал иллюстратором ряда французских печатных изданий. Добившись популярности, вернулся на родину в Прагу, начал получать заказы на создание плакатов. В 1895 году стал действительным членом Чешской академии наук и искусств. В 1898 году получил большую золотую медаль на Берлинской художественной выставке.

## Творчество
Известен, как иллюстратор периодических изданий и книг чешских авторов, художник-портретист, автор жанровых картин, рекламных плакатов в модном на рубеже XIX и XX веков стиле «арт-деко».
С 19 лет Марольд считается выдающимся иллюстратором, способным ухватить и зафиксировать неустойчивые моменты повседневной жизни. Главным стилем его выражения был мягкий, искажённый рисунок гуашью или акварель. Его работы часто представляли собой смесь разных техник, потому что он не соблюдал точных технических процедур. Его цель состояла в том, чтобы как можно точнее зафиксировать правду.
К 1897 году Л. Марольду было предложено создать гигантскую панораму «Битвы при Липани 1434 года». Художник, сделав ряд эскизов на поле битвы, начал работать над ней в начале 1898 года. В создании панорамы участвовали также пейзажист Вацлав Янса, Карел Рашек, Карел Штапфер, Людвик Ваватко и другие. Панорама площадью 1045 м² была выставлена на выставки архитектуры и техники 1898 года и стала самой большой картиной в Чехии. У Марольда было очень мало времени для реализации этого проекта, и он был вынужден был работать на пределе своих физических возможностей. Картина была окончена в срок, но её реализация стала, по-видимому, фатальной, и 1 декабря 1898 года художник, будучи ещё в молодом возрасте, внезапно умер. Похоронен на Ольшанском кладбище Праги.

## Память
- Именем Марольда названы улицы в Праге и многих других городах Чехии.

## Галерея
- Портрет художника Карела Рашка
- Рынок зелени в Париже
- Рынок яиц в Праге (1888)
- Сюрприз (1889)
- Художник в студии (предположительно - автопортрет, 1892)
- Плакат
- Парижские зеваки